# 笔架山公园
笔架山公园是位於廣東省深圳市福田區的一個公園，建立於筆架山上。
公園總面積146公頃，其中綠地面積有40多萬平方米，山丘地超過80％，植被覆蓋率超過90％。公園內有人工湖兩個，草地滾球場兩個及釣魚區和茶座等。

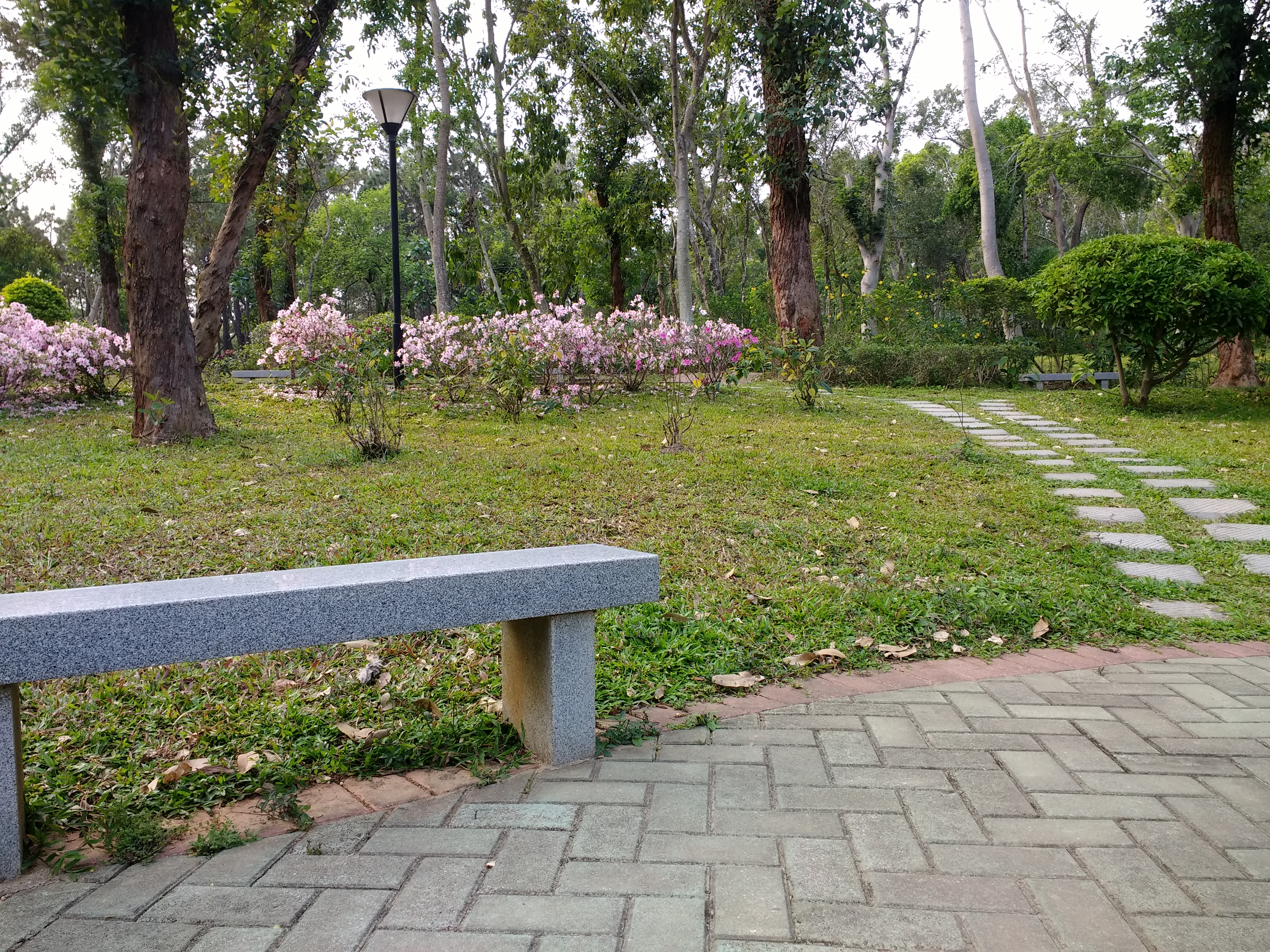
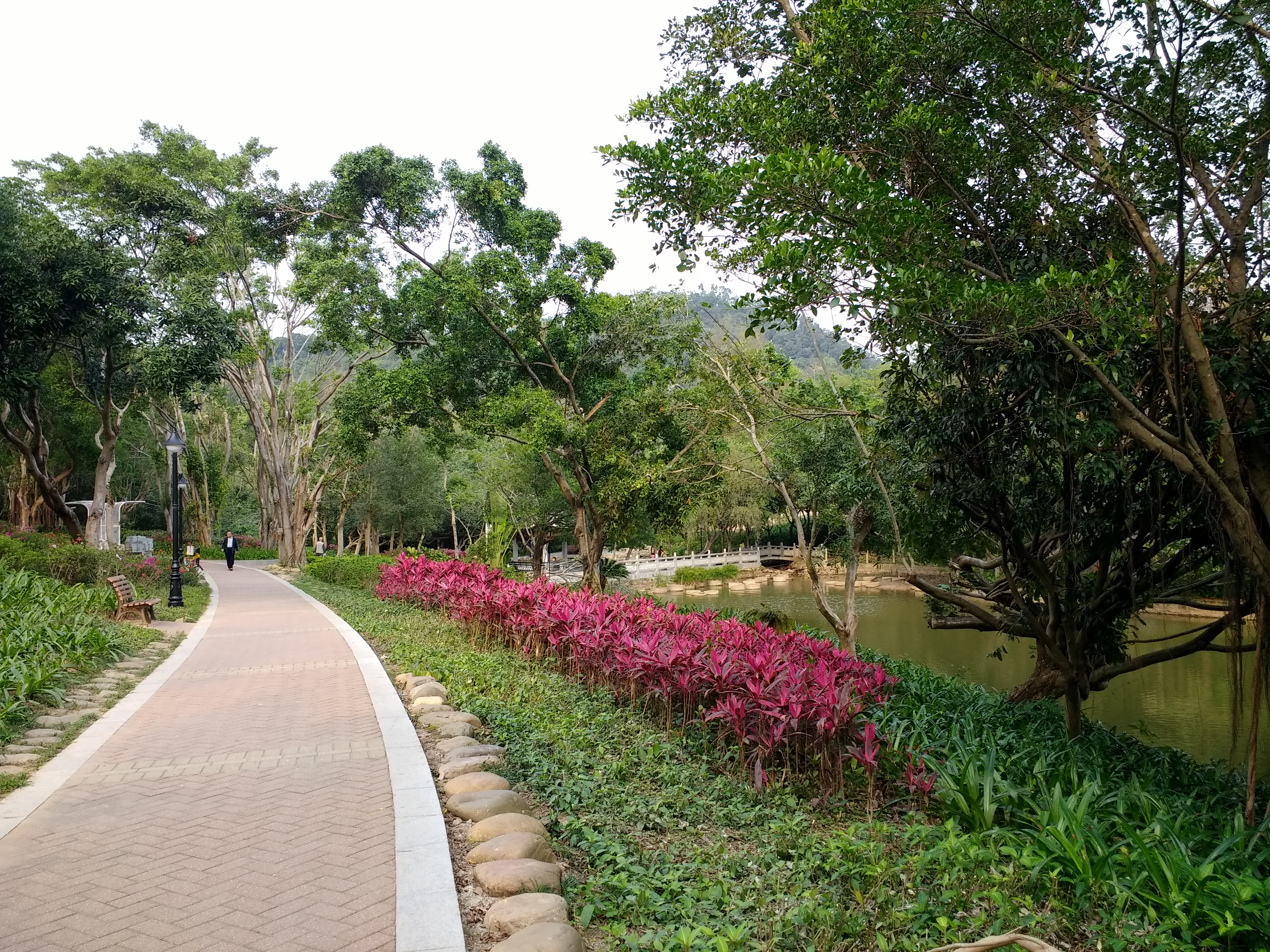
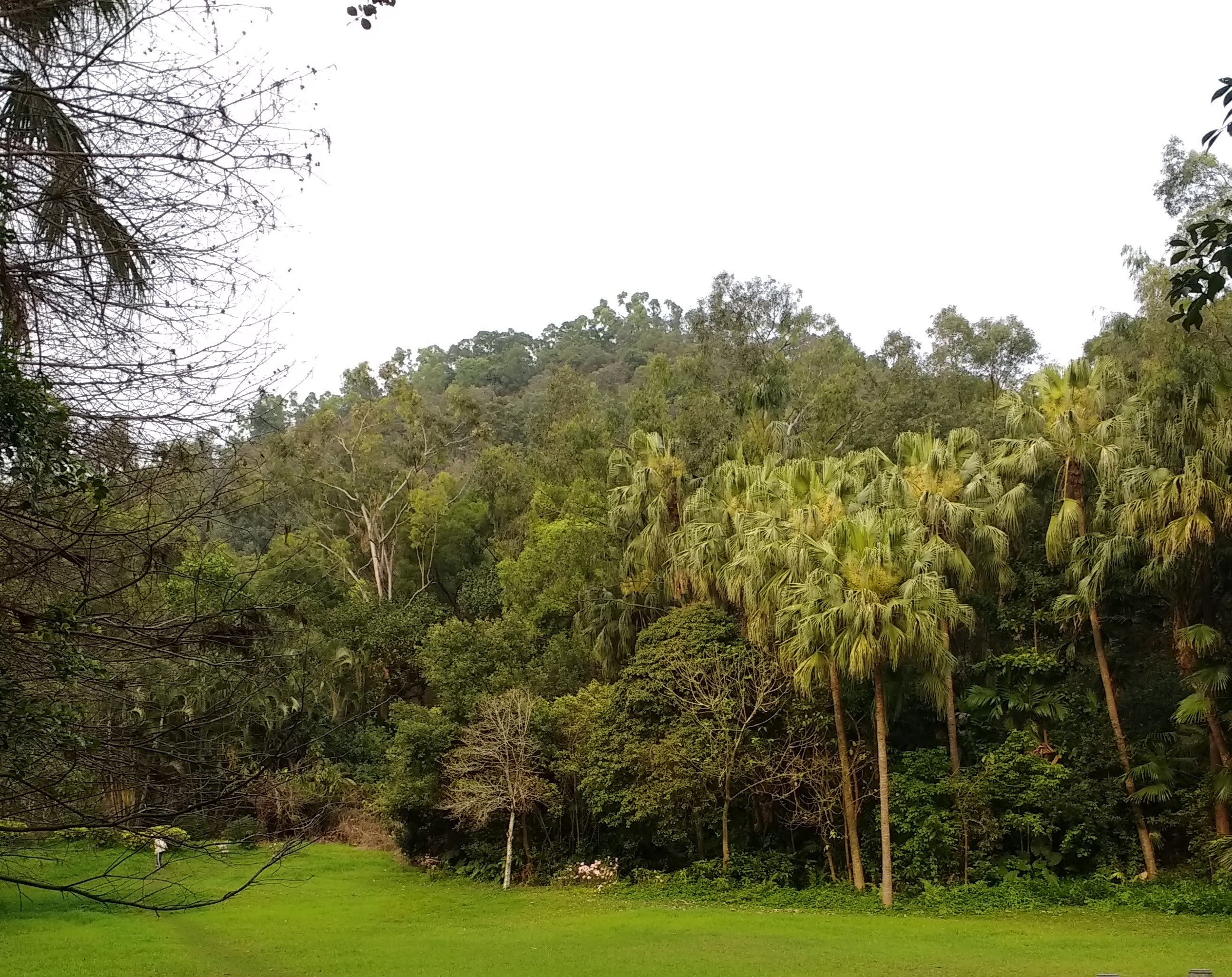